# Joseph Culp
Joseph Culp (Los Angeles, 9 gennaio 1963) è un attore statunitense.
È figlio dell'attore Robert Culp e della sua seconda moglie Nancy Wilner.

## Filmografia parziale

### Cinema
- Dream Lover, regia di Alan J. Pakula (1986)
- Iguana, regia di Monte Hellman (1988)
- The Arrival, regia di David Schmoeller (1991)
- The Fantastic Four, regia di Oley Sassone (1994)
- Apollo 13, regia di Ron Howard (1995)
- Hunger, regia di Maria Giese (2001)
- Baadasssss!, regia di Mario Van Peebles (2003)
- Welcome to the Men's Group - anche regista (2016)
- Il rapimento di Angie (Abduction of Angie), regia di Danny J. Boyle (2017)
- Surge of Dawn, regia di Alexander Fernandez (2019)

### Televisione
- Autostop per il cielo (Highway to Heaven) – serie TV, episodio 5x11 (1989)
- Eclisse letale (Full Eclipse) - film TV (1993)
- Sfida nello spazio (Assault on Dome 4) - film TV (1996)
- Star Trek: Deep Space Nine - 1 episodio (1998)
- Cuori selvaggi (Wild Hearts) - film TV (2006)
- Mad Men - 4 episodi (2007-2009)
- Dr. House - Medical Division (House, M.D.) - 1 episodio (2010)
- New Girl - serie TV, episodio 2x23 (2013)
- Agents of S.H.I.E.L.D. - serie TV, episodio 7x01 (2013)
- Monster - La storia di Lyle ed Erik Menendez (Monsters: The Lyle and Erik Menendez Story) – serie TV, 3 episodi (2024)

## Doppiatori italiani
Nelle versioni in italiano delle opere in cui ha recitato, Joseph Culp è stato doppiato da:
- Ambrogio Colombo in Star Trek: Deep Space Nine
- Giorgio Locuratolo in Mad Men (ep. 1x08)
- Stefano Miceli in Mad Men (ep. 3x01)
- Mauro Bosco in Mad Men (ep. 3x07, 3x13)
- Stefano Valli in Dr. House - Medical Division
- Roberto Stocchi in New Girl
- Gianni Giuliano in Agents of S.H.I.E.L.D.
- Stefano Oppedisano in Monsters: la storia di Lyle ed Erik Menendez